# Клауд-Крік (Оклахома)
Клауд-Крік (англ. Cloud Creek) — переписна місцевість (CDP) в США, в окрузі Делавер штату Оклахома. Населення — 319 осіб (2020).

## Географія
Клауд-Крік розташований за координатами 36°16′16″ пн. ш. 94°47′24″ зх. д. / 36.27111° пн. ш. 94.79000° зх. д. (36.271243, -94.789960).  За даними Бюро перепису населення США в 2010 році переписна місцевість мала площу 18,68 км², уся площа — суходіл.

## Демографія
Згідно з переписом 2010 року, у переписній місцевості мешкала 121 особа в 41 домогосподарстві у складі 34 родин. Густота населення становила 6 осіб/км².  Було 43 помешкання (2/км²).
Расовий склад населення:
| - 55,4 % — білих - 26,4 % — корінних американців - 5,8 % — чорних або афроамериканців |

До двох чи більше рас належало 11,6 %. Частка іспаномовних становила 5,0 % від усіх жителів.
За віковим діапазоном населення розподілялося таким чином: 29,8 % — особи молодші 18 років, 56,2 % — особи у віці 18—64 років, 14,0 % — особи у віці 65 років та старші. Медіана віку мешканця становила 35,8 року. На 100 осіб жіночої статі у переписній місцевості припадало 108,6 чоловіків;  на 100 жінок у віці від 18 років та старших — 84,8 чоловіків також старших 18 років.
Середній дохід на одне домашнє господарство  становив 34 529 доларів США (медіана — 35 357), а середній дохід на одну сім'ю — 34 529 доларів (медіана — 35 357). За межею бідності перебувало 16,0 % осіб, у тому числі 46,7 % дітей у віці до 18 років та 0,0 % осіб у віці 65 років та старших.
Цивільне працевлаштоване населення становило 52 особи. Основні галузі зайнятості: мистецтво, розваги та відпочинок — 42,3 %, виробництво — 25,0 %, інформація — 17,3 %, будівництво — 15,4 %.